# Eugène Onéguine (Prokofiev)
Pour les articles homonymes, voir Eugène Onéguine (homonymie).
Eugène Onéguine op. 71 est une musique de scène composée par Serge Prokofiev en 1936, d’après l’œuvre d’Alexandre Pouchkine
Elle est contemporaine de son ballet Roméo et Juliette.
Elle fait partie d'une commande de trois œuvres, dont son Boris Godounov destinée à célébrer le centenaire de la mort de l'écrivain russe Alexandre Pouchkine en 1936. La mise en scène du ballet a été confiée à Krzyzanowski.
Certains thèmes de l’œuvre se retrouvent dans plusieurs partitions du compositeur : son opéra Guerre et Paix, son ballet Cendrillon, son opéra Les Fiançailles au couvent. 
L'œuvre comporte quarante-six numéros et dure un peu plus d’une heure.